# Saint-Michel-de-Saint-Geoirs
Pour les articles homonymes, voir Saint-Michel.
Saint-Michel-de-Saint-Geoirs est une commune française située dans le département de l'Isère en région Auvergne-Rhône-Alpes.
La commune, située sur le plateau de Chambaran, est adhérente à la communauté de communes Bièvre Isère dont le siège est situé à Saint-Étienne-de-Saint-Geoirs. Ses habitants sont dénommés les Saint-Micharauds.

## Géographie

### Situation et description
Située entre les agglomérations de Lyon, Grenoble, Valence et de Bourgoin-Jallieu, dans le secteur du Bas Dauphiné, en Isère, la commune s'est principalement développée sur les pentes d'un plateau bois et ondulé en lisère de la plaine de la Bièvre.
Il s'agit d'un bourg de taille modeste, entouré de nombreux hameaux à l'aspect essentiellement rural et tous situés dans une zone de basse montagne, le plateau de Chambaran, à l'écart des grandes routes.

### Communes limitrophes
|       | Saint-Geoirs                 |              |
| Brion | Saint-Michel-de-Saint-Geoirs | Saint-Geoirs |
|       | Serre-Nerpol                 | Quincieu     |

### Climat
Pour des articles plus généraux, voir Climat d'Auvergne-Rhône-Alpes et Climat de l'Isère.
En 2010, le climat de la commune est de type climat océanique altéré, selon une étude du Centre national de la recherche scientifique s'appuyant sur une série de données couvrant la période 1971-2000. En 2020, Météo-France publie une typologie des climats de la France métropolitaine dans laquelle la commune est exposée à un climat de montagne ou de marges de montagne et est dans la région climatique  Alpes du nord, caractérisée par une pluviométrie annuelle de 1 200 à 1 500 mm, irrégulièrement répartie en été. 
Pour la période 1971-2000, la température annuelle moyenne est de 10,3 °C, avec une amplitude thermique annuelle de 17,2 °C. Le cumul annuel moyen de précipitations est de 1 116 mm, avec 10,2 jours de précipitations en janvier et 6,7 jours en juillet. Pour la période 1991-2020, la température moyenne annuelle observée sur la station météorologique de Météo-France la plus proche, « Grenoble-Saint-Geoirs », sur la commune de Saint-Étienne-de-Saint-Geoirs à 3 km à vol d'oiseau, est de 11,5 °C et le cumul annuel moyen de précipitations est de 915,1 mm,. Pour l'avenir, les paramètres climatiques de la commune estimés pour 2050 selon différents scénarios d'émission de gaz à effet de serre sont consultables sur un site dédié publié par Météo-France en novembre 2022.

### Voies de communication
Situé hors des grands axes de communication le territoire de la commune de Saint-Michel-de-Saint-Geoirs est traversée par la RD 132 qui relie la RD518 (hameau de Charubin, commune de Brion), à la commune de La Forteresse.

## Urbanisme

### Typologie
Au 1er janvier 2024, Saint-Michel-de-Saint-Geoirs est catégorisée commune rurale à habitat dispersé, selon la nouvelle grille communale de densité à sept niveaux définie par l'Insee en 2022.
Elle est située hors unité urbaine et hors attraction des villes,.

### Occupation des sols
L'occupation des sols de la commune, telle qu'elle ressort de la base de données européenne d’occupation biophysique des sols Corine Land Cover (CLC), est marquée par l'importance des territoires agricoles (86,1 % en 2018), une proportion identique à celle de 1990 (86,1 %). La répartition détaillée en 2018 est la suivante : 
zones agricoles hétérogènes (71,8 %), forêts (13,9 %), prairies (10,7 %), cultures permanentes (3,6 %). L'évolution de l’occupation des sols de la commune et de ses infrastructures peut être observée sur les différentes représentations cartographiques du territoire : la carte de Cassini (XVIIIe siècle), la carte d'état-major (1820-1866) et les cartes ou photos aériennes de l'IGN pour la période actuelle (1950 à aujourd'hui).

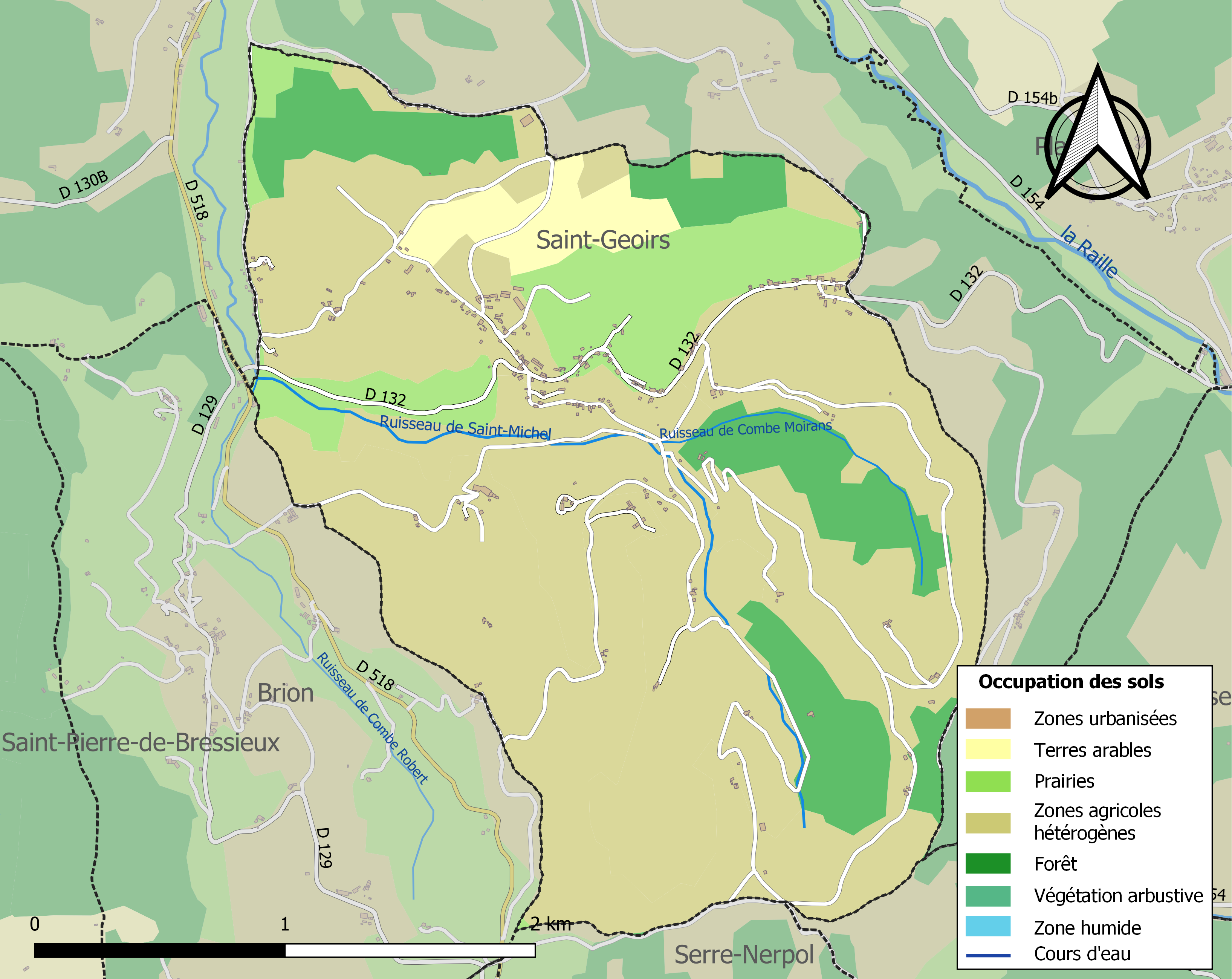
Carte des infrastructures et de l'occupation des sols de la commune en 2018 (CLC).

### Risques naturels et technologiques majeurs

#### Risques sismiques
L'ensemble du territoire de la commune de Saint-Michel-de-Saint-Geoirs est situé en zone de sismicité n°3 (sur une échelle de 1 à 5), en limite de la zone n°4, située au sud-ouest de son territoire.
| Type de zone | Niveau            | Définitions (bâtiment à risque normal) |
| ------------ | ----------------- | -------------------------------------- |
| Zone 3       | Sismicité modérée | accélération = 1,1 m/s2                |

## Politique et administration

### Liste des maires
| Période                                  | Période  | Identité    | Étiquette | Qualité     |
| ---------------------------------------- | -------- | ----------- | --------- | ----------- |
| mars 2001                                | 2014     | Maurice Dye |           |             |
| 2014                                     | En cours | Joël Mabily | SE        | Agriculteur |
| Les données manquantes sont à compléter. |          |             |           |             |

### Jumelages
- Casorate Sempione (Italie), depuis 2013[15].

## Population et société

### Démographie
L'évolution du nombre d'habitants est connue à travers les recensements de la population effectués dans la commune depuis 1793. Pour les communes de moins de 10 000 habitants, une enquête de recensement portant sur toute la population est réalisée tous les cinq ans, les populations de référence des années intermédiaires étant quant à elles estimées par interpolation ou extrapolation. Pour la commune, le premier recensement exhaustif entrant dans le cadre du nouveau dispositif a été réalisé en 2004.

En 2022, la commune comptait 290 habitants, en évolution de −5,23 % par rapport à 2016 (Isère : +3,07 %, France hors Mayotte : +2,11 %).
| 1793 | 1800 | 1806 | 1821 | 1831 | 1836 | 1841 | 1846 | 1851 |
| ---- | ---- | ---- | ---- | ---- | ---- | ---- | ---- | ---- |
| 306  | 333  | 420  | 443  | 451  | 505  | 508  | 510  | 505  |

| 1856 | 1861 | 1866 | 1872 | 1876 | 1881 | 1886 | 1891 | 1896 |
| ---- | ---- | ---- | ---- | ---- | ---- | ---- | ---- | ---- |
| 517  | 488  | 483  | 483  | 473  | 507  | 492  | 464  | 446  |

| 1901 | 1906 | 1911 | 1921 | 1926 | 1931 | 1936 | 1946 | 1954 |
| ---- | ---- | ---- | ---- | ---- | ---- | ---- | ---- | ---- |
| 442  | 425  | 406  | 340  | 316  | 309  | 318  | 310  | 310  |

| 1962 | 1968 | 1975 | 1982 | 1990 | 1999 | 2004 | 2006 | 2009 |
| ---- | ---- | ---- | ---- | ---- | ---- | ---- | ---- | ---- |
| 237  | 224  | 203  | 237  | 222  | 247  | 300  | 322  | 287  |

| 2014 | 2019 | 2022 | - | - | - | - | - | - |
| ---- | ---- | ---- | - | - | - | - | - | - |
| 308  | 299  | 290  | - | - | - | - | - | - |

### Enseignement
La commune est rattachée à l'académie de Grenoble.

### Médias
Le quotidien régional Le Dauphiné libéré, dans son édition locale Chartreuse et Sud-Grésivaudan, ainsi que l’hebdomadaire Les Affiches de Grenoble et du Dauphiné, relatent les informations locales au niveau de la commune, du canton et de la communauté de communes.

## Culture et patrimoine

### Lieux et monuments

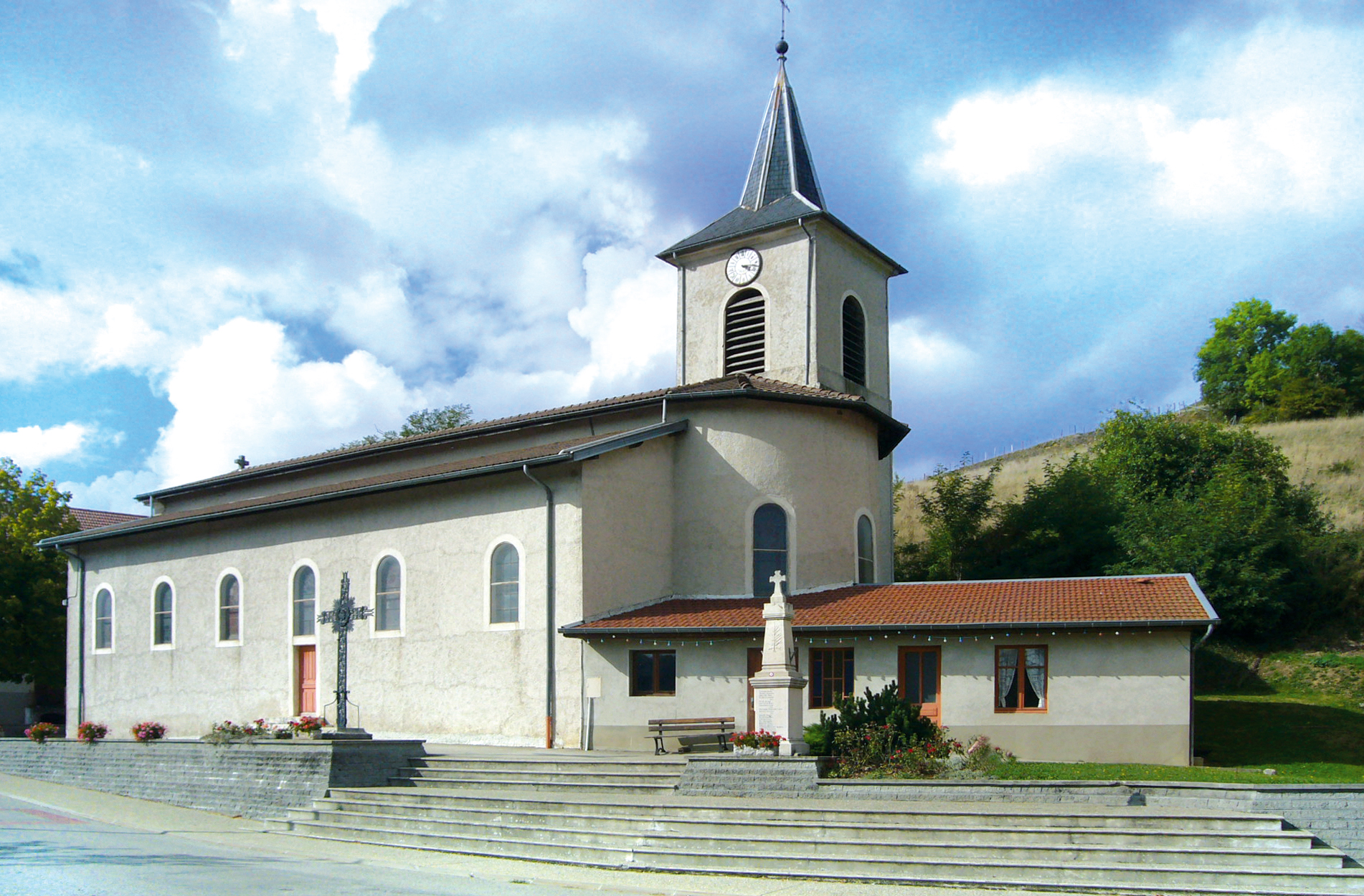
L'église paroissiale.

#### Maison
Maison ancienne, labellisée Patrimoine en Isère.

#### L’église Saint-Michel
Cette église paroissiale de rite catholique est située place du 19-Mars-1962. Construite sur l'emplacement de l'ancienne église autour de 1840, sa décoration de style rococo italien date de 1912.
L'année 1956 marque la réparation du clocher et la remise à neuf de la toiture et acquisition de bancs dans la nef centrale, puis entre l’automne 1956 et le printemps 1957, d'autres travaux sont également entrepris pour agrandir la petite chapelle.

#### Notre-Dame-des-Vents: La Madone du Devès (Devais)
Cette statue de la Vierge surplombe la plaine de la Bièvre (653 m) et offre une belle vue panoramique. Elle fut érigée en 1954 sur l'emplacement d'un château fort disparu au XVIe siècle. En juillet 2018, la statue est décapitée par la foudre, et sera restaurée en septembre 2020.

### Héraldique
| Blason à dessiner | Blason  | Parti: au 1er de gueules à saint Michel d'or terrassant un démon contourné de sable et comble d'or chargé de trois dauphins d'azur barbés, crêtés, peautrés et lorrés de gueules, au 2e coupé, au I d'azur au renard rampant au naturel, au II d'or à l'arbre de sinople. |
| Blason à dessiner | Détails | Le statut officiel du blason reste à déterminer. |